# Fontefría (Tojosoutos)
Fontefría es una aldea  española situada en la parroquia de Tojosoutos en el municipio de Lousame (provincia de La Coruña, Galicia). Es un asentamiento rural conformado por un núcleo de población según el INE. 
Está situada en el noreste del municipio, muy cerca de la frontera con Rois, a 9,2 km de la capital municipal y a 432 metros sobre el nivel del mar. Las localidades más cercanas son Cedofeito, Bargo y O Martelo, ya en el término municipal de Rois.
Por esta localidad pasa la AC-543 que une Noya con Santiago.

## Topónimo
Fontefría es un hidrotopónimo de origen latino derivado de Fontem Frigidam, "Fuente fría" relacionado con alguna fuente o arroyo cercano en la antigüedad. El topónimo es muy común en otras partes de Galicia.
Dentro de la propia localidad podemos encontrar varias zonas con topónimos propios como O Muíño da Braña, O Muíño de Constante, Riba da Fonte, A Agra, As Eiras, Salgueiriño, O Liñar o Riba da Eira. Estructuralmente no forman núcleos ni un diseminado, pero en Galicia estos pequeños grupos de fincas conservan un topónimo propio que en algunos casos puede tener varios siglos.

## Historia
Hasta la zona fueron paseadas varias víctimas por los sublevados durante la Guerra Civil Española para posteriormente ser asesinadas. Manuel Vilanova García, natural de Boa, fue fusilado a la edad de 46 años el 13 de octubre de 1937, su cadáver fue encontrado en el monte de Bargo-Fontefría. De la misma manera, Eladio Varela López, vecino de Caión (A Laracha) fue fusilado en Fontefría a la edad de 31 años el 13 de noviembre de 1936, murió a causa de un derrame cerebral producido por dos balas. Junto con Eladio, fueron fusiladas al menos dos personas más de identidad desconocida (uno era un hombre de 28 años). Fueron fusilados en la cuneta de la AC-543.

## Demografía
En 2020 tenía una población de 30 habitantes (14 hombres y 16 mujeres) lo que supone un 18,52% de la población de la parroquia y un 0,92% del total municipal. En ese año era la cuadragésima localidad más poblada del municipio y la tercera de la parroquia. 
| Gráfica de evolución demográfica de Fontefría entre 1991 y 2020 |
|                                                                 |
| Población de derecho según el padrón municipal del INE          |

## Urbanismo
Tiene una extensión delimitada de 72.800 metros cuadrados, de los cuales 30.700 pertenecen a suelo consolidado (Núcleo). Según el PGOM de 2005, en ese año la aldea constaba de 13 viviendas unifamiliares y otras 40 construcciones de carácter secundario o complementario. Existe una nave de carácter agrícola y otra de carácter comercial. Tres construcciones están en estado de ruina. Es una aldea gallega común con un núcleo cerrado con construcciones pegadas y compactas formando calles muy estrechas. Al igual que muchas otras aldeas alejadas de núcleos urbanos, apenas se ha expandido y conserva su extensión tradicional, aunque existen 4 viviendas nuevas apartadas del núcleo. La red viaria interior es de titularidad municipal, está asfaltada y tiene una longitud de 850 metros.

## Economía
La principal actividad económica es la ganadería. En el lugar podemos encontrar una la explotación porcina y otra explotación de ganado bovino. Como en todo el rural gallego, en el lugar todavía tiene mucha importancia la agricultura de subsistencia.
El gobierno municipal tiene un plan para crear un polígono industrial en Fontefría, que en un primer momento contará con una extensión de 120.000 metros cuadrados. En la actualidad está en proceso de aprobación en la administración autonómica. El polígono estará situado en las inmediaciones de la planta de reciclaje de FCC para la mancomunidad Serra do Barbanza. En la actualidad ya existe una pequeña nave industrial en ruinas en esa zona y otra nave de carácter comercial para la exposición de muebles. 

## Galería de Imágenes
|                                           |
| Fontefría con los límites del PGOM (2014) |

|                                                        |
| Fontefría en 1955 fotografiada por un vuelo americano. |